# Lotte Lehmann
Lotte Lehmann (Perleberg, Brandenburg, Alemanya, 27 de febrer de 1888 - Santa Bàrbara, Califòrnia, 26 d'agost de 1976) va ser una cantant d'òpera i lieder alemanya, que s'associa especialment amb el repertori alemany. Memorable intèrpret de les òperes de Richard Wagner i Richard Strauss, la Mariscala de Der Rosenkavalier és apreciat com el seu millor paper.
Lehmann és considerada una les cantants dramàtiques més notables de tots els temps i, juntament amb Elisabeth Schwarzkopf, Elisabeth Grümmer, Elisabeth Schumann, Frida Leider i Martha Mödl, de les sopranos alemanyes més destacades del segle xx.
Històricament, igual que Arturo Toscanini i Bruno Walter, Lehmann va refusar les temptacions de la política nazi, s'hi va oposar i el 1937 va emigrar als Estats Units.
Malgrat compartir-hi el cognom, no està emparentada amb la cèlebre prima donna alemanya del segle xix Lilli Lehmann.

## Cantant operística
Després d'estudiar a Berlín, va debutar en l'Òpera d'Hamburg el 1910 com un patge en l'obra de Wagner Lohengrin. El 1914 va cantar per primera vegada per a l'Òpera de l'Estat de Viena, a la qual es va unir el 1916, on va cantar les estrenes de diverses òperes de Strauss: Ariadne auf Naxos (1916), Die Frau ohne Schatten (1919), Intermezzo (1924) i Arabella (1933), que Strauss escrigué per a ella, així com les estrenes vieneses de diverses òperes de Puccini. Lehmann va debutar a Londres el 1914, i des de 1924 fins a 1935 es va presentar amb regularitat a la Royal Opera House.

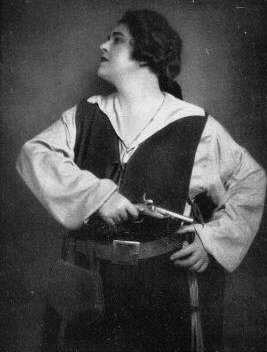
Com a Leonora a Fidelio.

També va sovintejar al Festival de Salzburg (1926-1937), actuant amb Arturo Toscanini, entre altres directors. També va fer recitals acompanyada al piano pel director Bruno Walter.
El 1930, Lehmann va debutar als Estats Units, a Chicago, com a Sieglinde, a l'òpera de Wagner La Valquiria. Altres rols wagnerians de Lehmann van ser Eva, d'Els mestres cantaires de Nuremberg, Elsa, a Lohengrin, i Elisabeth, a Tannhäuser; també era famosa la seva interpretació de Leonora a l'òpera de Beethoven Fidelio.
Just abans que Alemanya s'annexionés Àustria el 1938, (Anschluss) Lehmann va emigrar als Estats Units, on va cantar a l'Òpera de San Francisco, i a la Metropolitan Opera fins al 1945.

## Cantant de lieder
A més del seu treball escènic, Lehmann va ser una insigne cantant de lieder, i va fer molts recitals fins que es va retirar, al cap de catorze anys. Va fer la seva primera gira a Austràlia el 1937 i Paul Ulanowsky va ser l'acompanyant de concerts i classes magistrals més habitual en aquestes actuacions. Durant la seva llarga carrera, Lehmann també va fer més de cinc-cents enregistraments.

## Professora de cant

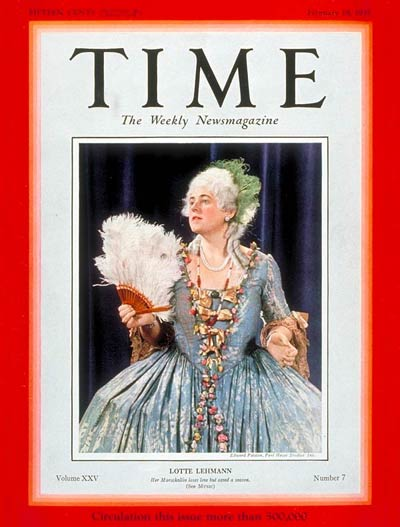
Portada de Time com La Mariscala de Der Rosenkavalier, de Richard Strauss.

En deixar els escenaris el 1951, Lehmann va impartir classes magistrals a Santa Bàrbara, Califòrnia, a l'Acadèmia de Música de l'Oest, que va ajudar a fundar, on tingué entre les seves alumnes Grace Bumbry, Marilyn Horne, Benita Valente o Mildred Miller. També va fer classes magistrals a Chicago, Londres, Viena, etc. Per la seva contribució a la indústria de l'enregistrament, Lehmann va obtenir una estrella en el Passeig de la Fama de Hollywood, en el 1735 de Hollywood Boulevard, tot i que el seu primer nom hi va ser escrit, incorrectament, com a "Lottie".

## Obra literària i artística

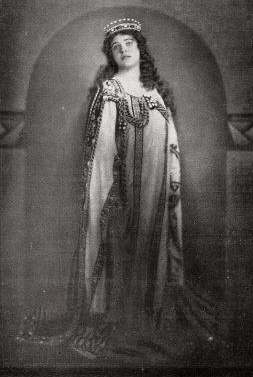
Com l'Elisabeth a Tannhäuser, de Richard Wagner.

Va ser també una escriptora prolífica. Publicà un llibre de poemes, Verse in Prosa, a principis dels anys vint, una novel·la, Orplid, mein Land (1937), traduïda a l'anglès com a Eternal Flight (1937) i un llibre de memòries, Anfang und Aufstieg (1937), traduït a l'anglès com On Wings of Song (al Regne Unit, 1938) i com Midway in My Song (els Estats Units, 1938); un llibre sobre la interpretació de cançons, More Than Singing (1945); My Many Lives (1948), un llibre sobre la interpretació de papers operístics. Obres posteriors inclouen Five Operes and Richard Strauss, també titulat Singing with Richard Strauss al Regne Unit (1964); un segon llibre de poemes Gedichte (1969) i Eighteen Song Cycles (1971).
També va conrear la pintura, especialment després de deixar els escenaris. I, així, elaborà una sèrie de vint-i-quatre il·lustracions al tremp per a cada cançó de la Winterreise de Schubert.

## Cinema
També va treballar en el cinema, interpretant la mare de Danny Thomas a Big City (1948), una pel·lícula dirigida per Norman Taurog on també treballaven Robert Preston, George Murphy, Margaret O'Brien i Betty Garrett.

## Obra sobre Lehmann
Entre les biografies sobre Lehmann, s'inclouen: Lotte Lehmann: Mehr als eine Sängerin, de Berndt W. Wessling (Salzburg, 1969); Lotte Lehmann: A Life in Opera and Song de Glass (1988); Lotte Lehmann: 1888-1976 A Centenary Biography de Jefferson (1988), traduïda a l'alemany com a Lotte Lehmann: Eine Biographie (1991); 'Lotte Lehmann & Her Legacy Volume I-III' de Hickling (2015-2017) (iBook).
Va morir el 1976 als vuitanta-vuit anys a Santa Bàrbara (Califòrnia). Va ser enterrada al Zentralfriedhof de Viena, Àustria.

## Llegat i memòria
Des de 2008, l'Acadèmia Lotte Lehmann, a la població natal de la cantant, ofereix formació per als joves professionals de l'òpera.
El Lotte Lehmann Concert Hall, al campus de la Universitat de Califòrnia, Santa Bàrbara, va rebre aquest nom en honor seu. La Lehmann Hall, a la Music Academy of the West, a Montecito, Califòrnia –que ella va contribuir a fundar–, també porta el seu nom.
La Fundació Lotte Lehmann va començar el 1995 per a preservar i perpetuar el llegat de la cantant, i per a aconseguir el seu somni de portar l'art del cant a les vides de la major quantitat de gent possible. Està en pausa des de 2016.
Des de 1996, un carrer del districte 22 de Viena porta el seu nom.

## Obra
- Anfang und Aufstieg. Lebenserinnerungen. Reichner Verlag, Viena, 1937.
- Midway in my songs. Autobiography. Greenwood Press, Westport, Conn. 1970.
- More than singing. The interpretation of songs. Boose & Hawkes, Londres, 1945.
- My many lives. Boose & Hawkes, Nova York, 1948.
- Orplid, mein Land. Roman Reichner Verlag, Viena, 1937.
- Singing with Richard Strauss. Hamilton Books, Londres, 1964.
- Verse in Prosa. Verlag Hugo Heller-Bukum-A.G., Viena, 1923.

## Biografies
- Beaumont Glass: Lotte Lehmann. A life in opera and song. Capra Press, Santa Barbara, Qualif. 1988, ISBN 0-88496-277-6.
- Alan Jefferson: Lotte Lehmann. Eine Biografie. Schweizer Verlagshaus, Zürich 1991, ISBN 3-7263-6632-6.
- Michael H. Kater: Never sang for Hitler. The life and times of Lotte Lehmann, 1888-1976. Cambridge University Press, Cambridge 2008, ISBN 978-0-521-87392-5.
- Kathy H. Brown, "Lotte Lehmann in America: Her Legacy as Artist Teacher" (Missoula, Montana: The College Music Society, 2012)
- Gary Hickling: "Lotte Lehmann & Her Legacy Volume I-VII" [Apple iBook], 2015-2019